# Érszentkirály
Érszentkirály (románul: Eriu-Sâncrai) település Romániában, Szatmár megyében.

## Fekvése
Szatmár megyében, az Érmelléken, Tasnádtól északkeletre, Érmindszent és Csög között fekvő település.

## Története
Érszentkirály nevét az oklevelek 1337-ben említették először Zentkyral néven, mint a Szentkirályi család tagjainak birtokát.
1427-1430 körül Szilágyi Miklós fiainak volt itt birtoka.
1489-ben egy itteni részbirtokba iktatták be Maghi Pétert és Pált.
1559-ben egy szentkirályi résuzbirtokba iktatták be Székely Antalné Magyi Zsófiát.
1588-ban Somlyai Báthori Zsigmond erdélyi vajda Mihályfalvi Eördögh Györgynek és Eördögh Katalinnak, ki a Báthori ujvári familiárisának, Köblösi Theke Tamásnak volt felesége. adta új adományként.
1623 és 1678 között a Szentkirályi család tagjainak volt itt birtoka. 
1679-ben Apafi Mihály Perecseni Andrásné Szentkirályi Kata utód nélküli halála után annak birtokát Kovács Kata Czeglédi Istvánnénak és testvérének Kovács Mihálynak adta.
1699-ben  özvegy Medgyesi Sámuelné Kovács Kata itteni részbirtokát zálogba adta Szécsi Guti asszonynak és gyermekeinek Pap Zsigmondnak és Lászlónak, valamint Pap Zsigmond nejének Tyúkodi Nagy Zsófia asszonynak.
1718-ban Ilosvai DobaiGyörgy és neje Szécsi Judit gyermekei osztoztak meg a szüleiktől maradt érszentkirályi birtokon.
1775-ben Bölöni Sándorné Török Krisztina és gyermekei osztoztak meg itteni birtokukon.
1797-ben végzett összeíráskor Érszentkirály birtokosai voltak: Kúthi János, gróf Károlyi József, Katona Jánosné.
1890-ben 1033 lakosa volt, ebből 575 magyar, 458 oláh,  melyből 16 római katolikus, 496 görögkatolikus, 481 református, 40 izraelita volt. A házak száma ekkor 200.
Érszentkirály a trianoni békeszerződés előtt Szilágy vármegyéhez tartozott.

## Híres emberek
- Itt született  1890. november 1-jén Kaizler Anna, későbbi asszonynevén Ady Lajosné tanítónő, tárca- és emlékiratíró.
- Itt született 1964-ben Kiss Zoltán orgonaművész.

## Kala
Kala település volt Érszentkirálytól keletre, a hasonló nevű (Kala) dűlő területén feküdt egykor.
Az oklevelekben Kisfaludtelkével, Szentkirállyal (1481), Gyenetelekkel (1550) együtt említették.
A középkorban Kala Középszolnok vármegyéhez tartozott, s Mikolai Tamás és András birtoka volt.
1481-ből fennmaradt oklevél szerint ide betörve hatalmaskodtak és raboltak itt Nagy András és Helena úrnő.
1550-ben I. Ferdinánd király Kala praediumot Szentkirályi Ferencnek és Lászlónak új adományként adta. E birtok nevezettek őseié volt, akik azonban a közeli zavaros időkben azt elvesztették.

## Nevezetességek
- Református templom. Anyakönyvet 1767-től vezetnek.

- Görögkatolikus templom. Anyakönyvük 1824-ben kezdődik.